# Hananias von Damaskus
Hananias (altgriechisch Ἁνανίας Hananías) ist eine Person des Neuen Testaments. Die Apostelgeschichte berichtet, dass Hananias ein Jünger Jesu in Damaskus war, der von Gott beauftragt wurde, Paulus von seiner Blindheit zu heilen und ihn zu taufen.
Die Form des Namens in der Vulgata lautet Ananias.

## Neues Testament
Hananias kommt in Apg 9,10–19  und Apg 22,12–16  vor. Er wird in einer Vision von Gott aufgefordert, den als grausamen Christenverfolger bekannten Saulus/Paulus von Tarsos in der Stadt aufzusuchen, ihm die Hände aufzulegen und ihn so von seiner Blindheit zu heilen. Hananias tut wie ihm geheißen, das Wunder geschieht und Saulus wird nach seiner Heilung Mitglied der christlichen Gemeinde von Damaskus.

## Heiligenlegende
Pseudo-Dorotheos (8./9. Jahrhundert n. Chr.) bezeichnete Hananias als Bischof von Damaskus. Er soll dann in Eleutheropolis missioniert haben. Hier sei er vom Gouverneur Lucian verhaftet worden. Er habe sich geweigert, den heidnischen Göttern zu opfern und sei daraufhin gefoltert und vor der Stadt gesteinigt worden. Seine Reliquien wurden später nach Konstantinopel überführt.
Das Haus des Sankt Ananias ist eine christliche Pilgerstätte in der Altstadt von Damaskus. Diese Kapelle liegt rund sechs Meter unter dem heutigen Straßenniveau und gilt als einer der ältesten christlichen Sakralbauten.